# Півустав
Півуста́в — різновид письма давніх кириличних рукописів, що виник на основі устава, як його спрощений варіант для задоволення зрослої потреби в книгах у зв'язку з розвитком культурного життя суспільства та інтенсифікацією суспільних відносин.

## Розвиток
Півустав з'явився у XIV ст. і завдяки зручності у написанні швидко витісняє уставне письмо. Напівустав, розвиваючись у напрямі спрощення написання літер, забезпечив більшу зручність і швидкість письма, відмовившись від строгої геометричності, вишуканої правильності уставу.
Вживався напівустав спочатку в ділових документах, потім поширився на літературу всіх стилів (Лаврентіївський літопис 1397, Четьї мінеї 1489). Від давнішого уставу напівустав відрізняється меншими стрункістю письма та каліграфічністю, послабленням уваги до виписування окремих деталей літер, зменшенням їхнього розміру, більшою розкутістю руху пера. У напівуставі втрачається обов'язковий характер уставного письма: прямі лінії допускають кривизну, заокруглені не є правильними дугами; написання літер, які втрачають пропорційність, допускає значну варіантність; проміжки між ними стають неоднаковими; кількість скорочень і надрядкових знаків значно зростає. За характером письма розрізняють напівустав старший і молодший, що розвинувся під впливом так званого другого південнослов'янського впливу.
У XVI столітті з'явився новий різновид письма — скоропис, який ніколи не використовувався в богослужбових книгах.
Рукописний напівустав послужив за основу при створенні слов'янського друкарського шрифту.